# اسبستان
اسبستان به معنی محل پرورش اسب، یکی از محله‌های جنوبی شهر   خرم‌آباد است.مردم این محله اکثرا از ایل جودکی می‌باشند .این محله تا پیش از سال ۱۳۶۵ خورشیدی به عنوان یکی از روستاهای اطراف شهر محسوب می‌شد اما با گسترش جمعیت و رشد فیزیکی محدوده شهر به عنوان یکی از محلات خرم‌آباد به شمار آمد.